# ریچارد استیر (ورزشکار)
ریچارد استیر (انگلیسی: Richard Steere; ۵ مارس ۱۹۰۹ – ۱۷ مارس ۲۰۰۱) ورزشکار شمشیربازی اهل ایالات متحده آمریکا بود.
وی در مسابقات کشوری و بین‌المللی در مجموع برندهٔ ۱ مدال برنز شده‌است.